# Lou Carnesecca
Luigi P. "Lou" Carnesecca (Nueva York, 5 de enero de 1925-30 de noviembre de 2024) fue un entrenador de baloncesto estadounidense que dirigió durante 24 temporadas, en dos etapas, a los St. John's Red Storm de la Universidad St. John's y tres temporadas más a los New York Nets de la ABA. En 1992 fue incluido como miembro del Salón de la Fama del Baloncesto.

## Trayectoria deportiva

### Jugador
Jugó a baloncesto durante dos años en el St. Ann's Academy, hoy conocido como Archbishop Molloy High School, donde se graduó en 1943. Nada más acabar el instituto se enroló en la Guardia Costera de Estados Unidos durante la Segunda Guerra Mundial, sirviendo en la misma hasta 1946.
Tras la guerra, regresó a Nueva York, y se matriculó en la Universidad St. John's, donde jugó a baloncesto únicamente en tres partidos en la temporada 1946-1947, cambiando de deporte para jugar al béisbol como infielder, alcanzando las College World Series en 1949.

### Entrenador

#### High School
Comenzó su andadura como entrenador en el high school donde estudió de pequeño, el St. Ann's, haciéndose cargo también del equipo de béisbol, consiguiendo en total 4 títulos del Campeonato Nacional de Escuelas Católicas, 3 en baloncesto y una en béisbol. Durante su estancia en el instituto también fue profesor de educación cívica, salud e higiene, a la vez que completaba en la universidad un Máster en Orientación Educativa.

#### Primera etapa en St. John's
Carnesecca regresó a St. John's en 1957, donde ejerció de entrenador asistente de Joe Lapchick hasta la retirada de éste en 1965. Durante ese periodo, los Red Storm consiguieron ganar en dos ocasiones el National Invitation Tournament, en 1959 y 1965, siendo la final de este último año el último partido en activo para Lapchick.
En la temporada 65-66 se hizo cargo del equipo como primer entrenador, y en las cinco temporadas que estuvo en el puesto alcanzó en 3 ocasiones el Torneo de la NCAA, siendo su mejor temporada la segunda, en la que consiguió un 82,1% de victorias, alcanzando los Sweet 16, los octavos de final, en los que cayeron por un solo punto ante Boston College.

#### Los años de la ABA
En 1970 acepta el puesto de entrenador de los New York Nets de la American Basketball Association, en la que iba a ser su primera experiencia al frente de un banquillo profesional. En su primera temporada acabó tercero en la División Este con 40 victorias y 44 derrotas, perdiendo en la primera ronda de playoffs ante Virginia Squires.
En su segunda temporada volvió a repetir puesto en su División, tercero, con un balance positivo de 44 victorias y 40 derrotas, pero esta vez en los playoffs los resultados fueron mucho mejores, ganando en primera ronda a Kentucky Colonels y en segunda a sus verdugos del año anterior, los Squires, alcanzando las Finales en las que caerían ante Indiana Pacers por 4-2.
La marcha de su gran estrella , Rick Barry, a los Golden State Warriors de la NBA condicionó su tercera temporada al frente de los Nets. Eso, unido al bajón que experimentó Bill Melchionni (8 puntos menos por partido de una temporada a otra) hicieron que el equipo acabara la fase regular con tan sólo 30 victorias por 54 derrotas, y que cayera derrotado en primera ronda de playoffs ante Carolina Cougars por un contundente 4-1.

##### Estadísticas en la ABA
| Equipo        | Año     | PJ  | G   | P   | %G–P | Resultado     | PJP | GP | PP | Resultado                   |
| ------------- | ------- | --- | --- | --- | ---- | ------------- | --- | -- | -- | --------------------------- |
| New York Nets | 1970–71 | 84  | 40  | 44  | .476 | 3º en D. Este | 6   | 2  | 4  | Pierde en 1ª ronda          |
| New York Nets | 1971–72 | 84  | 44  | 40  | .524 | 3º en D. Este | 19  | 10 | 9  | Pierde en Finales de la ABA |
| New York Nets | 1972–73 | 84  | 30  | 54  | .357 | 4º en D. Este | 5   | 1  | 4  | Pierde en 1ª ronda          |
| Total         |         | 252 | 114 | 138 | .452 |               | 30  | 13 | 17 |                             |

#### Regreso a St. John's
Tras su experiencia en el baloncesto profesional, volvió a sus orígenes en 1973, para volver a hacerse cargo de los Red Storm. Allí permaneció 19 temporadas más, obteniendo como mejor resultado la llegada a la Final Four de la NCAA en 1985, en la que cayeron ante Georgetown en semifinales. A pesar de ello, Carnesecca recibió ese año varios de los más importantes galardones, como el Premio Henry Iba al mejor entrenador de baloncesto universitario masculino del año que otorga la Asociación de la Prensa Deportiva Estadounidense, o el UPI College Basketball Coach of the Year de la United Press International.
En 1982 dirigió a una selección de la Big East Conference que realizó una gira por España y Yugoslavia. Ese mismo año llevó a otro grupo de jugadores de la conferencia a otra gira por Angola. En 1985 regresó a Europa, esta vez con el equipo de los Red Storm, dosputando varios partidos amistosos en Italia y España.

##### Estadísticas en la NCAA
| Temporada | Equipo     | Conferencia   | J   | G   | P   | %G–P | Notas                 |
| --------- | ---------- | ------------- | --- | --- | --- | ---- | --------------------- |
| 1965-66   | St. John's | Independiente | 26  | 18  | 8   | .692 |                       |
| 1966-67   | St. John's | Independiente | 28  | 23  | 5   | .821 |                       |
| 1967-68   | St. John's | Independiente | 27  | 19  | 8   | .704 |                       |
| 1968-69   | St. John's | Independiente | 29  | 23  | 6   | .793 |                       |
| 1969-70   | St. John's | Independiente | 29  | 21  | 8   | .724 |                       |
| 1973-74   | St. John's | Independiente | 27  | 20  | 7   | .741 |                       |
| 1974-75   | St. John's | Independiente | 31  | 21  | 10  | .677 |                       |
| 1975-76   | St. John's | Independiente | 29  | 23  | 6   | .793 |                       |
| 1976-77   | St. John's | NJNY          | 31  | 22  | 9   | .710 |                       |
| 1977-78   | St. John's | NJNY          | 28  | 21  | 7   | .750 |                       |
| 1978-79   | St. John's | NJNY          | 32  | 21  | 11  | .656 |                       |
| 1979-80   | St. John's | Big East      | 29  | 24  | 5   | .828 |                       |
| 1980-81   | St. John's | Big East      | 28  | 17  | 11  | .607 |                       |
| 1981-82   | St. John's | Big East      | 30  | 21  | 9   | .700 |                       |
| 1982-83   | St. John's | Big East      | 33  | 28  | 5   | .848 |                       |
| 1983-84   | St. John's | Big East      | 30  | 18  | 12  | .600 |                       |
| 1984-85   | St. John's | Big East      | 35  | 31  | 4   | .886 | Final Four de la NCAA |
| 1985-86   | St. John's | Big East      | 36  | 31  | 5   | .861 |                       |
| 1986-87   | St. John's | Big East      | 30  | 21  | 9   | .700 |                       |
| 1987-88   | St. John's | Big East      | 29  | 17  | 12  | .586 |                       |
| 1988-89   | St. John's | Big East      | 33  | 20  | 13  | .606 | Campeón del NIT       |
| 1989-90   | St. John's | Big East      | 34  | 24  | 10  | .706 |                       |
| 1990-91   | St. John's | Big East      | 32  | 23  | 9   | .719 |                       |
| 1991-92   | St. John's | Big East      | 30  | 19  | 11  | .633 |                       |
| Total     | St. John's | 24 temporadas | 726 | 526 | 200 | .725 |                       |